# Avianca Costa Rica
Avianca Costa Rica ist eine Fluggesellschaft in Costa Rica mit Sitz in San José und Basis auf dem Juan Santamaría International Airport. Sie ist ein Tochterunternehmen der Avianca Holdings und Mitglied der Luftfahrtallianz Star Alliance.

## Geschichte
Avianca Costa Rica ist 2013 aus Lacsa hervorgegangen, als Avianca und TACA fusioniert sind und nach und nach alle Fluggesellschaften unter der Marke Avianca operieren.

## Flotte

### Aktuelle Flotte
Mit Stand März 2025 besteht die Flotte der Avianca Costa Rica aus vier Flugzeugen mit einem Durchschnittsalter von 4,3 Jahren:
| Flugzeugtyp     | aktiv | bestellt | Anmerkungen | Sitzplätze (Business/Eco) | Durchschnittsalter |
| --------------- | ----- | -------- | ----------- | ------------------------- | ------------------ |
| Airbus A320-200 | 1     |          |             | 150 (12/138)              | 12,4 Jahre         |
| Airbus A320neo  | 3     |          |             | 180 (12/168)              | 1,6 Jahre          |
| Gesamt          | 4     | –        |             |                           | 4,3 Jahre          |

### Aktuelle Sonderbemalungen
| Bemalung      | Flugzeugtyp     | Luftfahrzeugkennzeichen | Zeitraum      | Bild |
| ------------- | --------------- | ----------------------- | ------------- | ---- |
| Star Alliance | Airbus A320-200 | N689TA                  | seit Mai 2013 |      |

### Ehemalige Flugzeugtypen
In der Vergangenheit setzte Avianca Costa Rica bereits folgende Flugzeugtypen ein:
- Airbus A319-100
- Airbus A320neo
- Airbus A321-200